# ری باورستاک
ری باورستاک (انگلیسی: Ray Baverstock؛ زادهٔ ۳ دسامبر ۱۹۶۳) بازیکن فوتبال اهل بریتانیا است.
از باشگاه‌هایی که در آن بازی کرده‌است می‌توان به باشگاه فوتبال سایرون‌سستر تاون، باشگاه فوتبال بث سیتی، باشگاه فوتبال سوئیندون تاون، باشگاه فوتبال چلتنهام تاون، باشگاه فوتبال گلاستر سیتی، باشگاه فوتبال ووستر سیتی، و باشگاه فوتبال فارست گرین راورز اشاره کرد.